# Tuc de Saublanca
El Tuc de Saublanca és una muntanya de 1.952 metres que es troba entre els municipis de Bossòst, a la comarca de la Vall d'Aran i de Banhèras de Luishon a França.